# 電波源
電波源（でんぱげん）とは、強い電波を放出する、宇宙空間に存在する天体である。電波は様々な種類の源から来る。これらの天体は、宇宙で最も極度でエネルギーの大きい物理過程の表れである。

## 歴史
1932年、物理学者で電波工学者のカール・ジャンスキーは、銀河系の中心部の未知の源から来る電波を検出した。これは、宇宙空間から放出される電波を検出した初めての瞬間だった。最初の電波に対する掃天観測は1941年にグロート・レーバーによって行われた。1970年代には、銀河系のいくつかの恒星が電波源として発見された。その中で最も強いものの1つは連星はくちょう座V1478星である。

## 太陽
最も近い恒星として、太陽は波長1メートル以下の電波を含む全ての周波数の最も強い放射源である。

## 銀河系の中心
銀河系の中心は、最初に検出された電波源である。いて座Aやいて座A*の超大質量ブラックホールのような多数の電波源が含まれている。

## 超新星残骸
超新星残骸は、しばしば拡散した電波源となる。例えば、太陽系外で最も強い電波源のカシオペヤ座Aやかに星雲等である。

## パルサー
超新星爆発はパルサーと呼ばれる回転する中性子星を後に残すことがある。パルサーは、放射光を出す電荷を帯びた粒子のジェットを放出している。例えば最初に発見されたパルサーであるかにパルサー等である。

## 星形成領域
星形成が行われている、気体分子が高密度に集まった雲は、波長の短い電波を放出する。
渦巻銀河には、電波を放出する中性水素や一酸化炭素等でできた雲を含んでいる。これらの分子からの電波の波長は銀河系の大局構造の地図を作るのに用いられている。

## 電波銀河
多くの銀河は、強い電波を放出する。有名なのはケンタウルス座AやM87である。クエーサーは最初に発見された点状の電波源の1つである。クエーサーの大きな赤方偏移により、かなり遠くにある活動銀河の核であることが明らかになった。活動銀河は放射光を出す荷電粒子のジェットを放出する。例として、3C 273は全天で最も明るいクエーサーである。
融合しつつある銀河団もしばしば拡散した電波源になる。

## 宇宙マイクロ波背景放射
宇宙マイクロ波背景放射は、ビッグバンで残された黒体の自然放射線である。